# Kepenuhan Raya
Kepenuhan Raya is een bestuurslaag in het regentschap Rokan Hulu van de provincie Riau, Indonesië. Kepenuhan Raya telt 1837 inwoners (volkstelling 2010).